# Eishockey-Regionalliga 1973/74
In der Saison 1973/74 wurde die westdeutsche Eishockey-Regionalliga nur in einer Nord-Gruppe ausgespielt. Nach Einführung der 2. Bundesliga zu dieser Saison rückten fast alle Regionalligavereine in die Oberliga auf. Im Norden wurde eine neue Regionalliga gebildet, die nun die vierte Spielklasse bildete. Im Süden waren weiterhin die Landesligen, also Bayernliga und die Baden-Württemberg-Liga vierte Spielklasse. Erst in der Folgesaison wurde die Regionalliga Süd wieder ausgespielt.

## Teilnehmer
Fünf Vereine nahmen an der Liga teil (in Klammern bisherige Liga):
- Altonaer SV (Landesliga)
- FASS Berlin (neu)
- HTSV Bremen (Regionalliga Nord)
- ESG Oberharz (neu)
- TV Jahn Wolfsburg (neu)

## Ergebnisse
Meister wurde FASS Berlin mit acht Siegen in acht Spielen und 112:9 Toren.